# Biopiraterie
|                                                                        |  |  |
| Le margousier et le Hoodia ont donné lieu à des actes de biopiraterie. |  |  |

La biopiraterie, biopiratage ou pillage du vivant, est l'appropriation illégitime des ressources de la biodiversité et des connaissances traditionnelles autochtones qui peuvent y être associées.

## Description
Elle s'exprime sous la forme de dépôts de brevets, de marques sur des noms d'espèces ou de variétés typiques d'une région, ou encore par l'absence de juste retour aux États et communautés traditionnelles qui en sont les dépositaires. Elle peut être mise en œuvre par des entreprises privées ou par des centres de recherche, qui exploitent ces ressources génétiques sans autorisation préalable ou partage des avantages ou bénéfices avec l'État et les communautés indigènes ou locales qui ont initialement développé ces connaissances.
À partir des années 1980, certains industriels de la pharmacie, de la cosmétique ou de l'agriculture ont ainsi obtenu un droit exclusif sur les gènes de plantes ou sur les modes d’utilisation de ces plantes, notamment en provenance des zones riches en biodiversité. Ces zones de biodiversité sont aussi souvent celles où vivent de nombreux peuples autochtones, dont le mode de vie est intrinsèquement lié aux ressources naturelles et aux savoirs qu'ils détiennent sur leur utilisation.
Le terme « biopiraterie » est un terme du langage courant, inventé par Pat Roy Mooney de l'organisation ETC Group, et diffusé par des militants comme Vandana Shiva et des organisations de la société civile. Des pays comme le Brésil, le Pérou et l'Inde ont repris le terme, s'appuyant sur leurs législations nationales et la Convention sur la diversité biologique (CDB) de 1992. De même, l'Organisation des nations unies pour l'éducation, la science et la culture (UNESCO) mentionne, dans le contexte du patrimoine culturel immatériel (PCI), que les traditions et les connaissances médicinales des communautés Kallawaya au Pérou ont été affectées par l'absence de protection juridique en face des entreprises pharmaceutiques. Actuellement, plusieurs projets de recherche ont été développés sur le sujet, comme la recherche menée à l'aide de méthodes numériques sur la biopiraterie des médecines traditionnels, qui montrent le contexte actuel de la problématique en développant une description et une analyse des données, en visualisant et en cartographiant les différents acteurs dans les réseaux sociaux.  
Le terme est aussi utilisé pour décrire la marchandisation du vivant, c'est-à-dire l'appropriation juridiquement cadrée d'une ressource naturelle (alors considérée comme bien commun ou bien collectif) au profit d'un groupe ou d'une firme commerciale privée par le biais d'un brevet.
La biopiraterie peut faire référence :
- à l'utilisation non autorisée de ressources biologiques (i.e., plantes, animaux, organes, micro-organismes, gènes...);
- à l'utilisation non autorisée des connaissances sur les ressources biologiques des communautés indigènes et traditionnelles;
- à la distribution non équitable des bénéfices entre le porteur du brevet et la communauté dont les ressources et les connaissances sont ainsi confisquées. Dans ce nouveau cadre qui est imposé de l'extérieur à la communauté, celle-ci doit payer des droits au nouveau propriétaire pour continuer de faire un usage traditionnel de ses ressources;
- au brevetage de ressources biologiques sans respecter les critères de brevetabilité (nouveauté, inventivité et utilité).

Il est cependant à noter qu’une plante ne peut être officiellement brevetée en elle-même. Par contre, il est possible de breveter un gène de cette plante, isolé en laboratoire, tout comme le mode d’utilisation de la plante (par exemple, le fait de l’utiliser pour soigner telle maladie). Avec une bonne stratégie, l’entreprise peut donc multiplier les brevets sur les différents modes d’utilisation de la plante, ce qui conduit en pratique à breveter la ressource elle-même.
Le “biopiratage” est un terme utilisé parfois abusivement pour désigner des brevets dans le domaine de la biodiversité qui ne remplissent pas les critères de brevetabilité ou ne sont pas conformes aux obligations découlant de la CDB, mais il n’a pas de signification convenue.

## Exemples de biopiraterie

### Biopiraterie sur les semences
Les agriculteurs produisant selon des méthodes traditionnelles sélectionnent des variétés adaptées aux conditions pédologiques et climatiques locales pendant plusieurs décennies. Les sélectionneurs locaux utilisent une technique en boucle : sélection, commercialisation de la variété, réutilisation des semences pour les sélections ultérieures. Les variétés traditionnelles n'ont pas de structure génétique fixe, mais plutôt des structures dynamiques, résultant d'efforts collectifs sur plusieurs générations. La plupart du temps, l'amélioration et l'utilisation des plantes ne peuvent être séparées.
Une variété locale peut être intéressante pour ses propriétés particulières et identifiée par une appellation locale, mais est rarement brevetée. Ceci peut s'expliquer de plusieurs façons : la plante ne possède pas les caractères de stabilité et d'uniformité requis, le brevetage est un processus long et coûteux, la sélection est un travail communautaire et aucun sélectionneur particulier ne peut être identifié, etc.
Les ethnobotanistes d'entreprises privées et d'organismes de recherche prospectent les ressources biologiques, qu'ils utilisent pour la recherche et la fabrication de nouveaux produits, notamment agricoles, alimentaires et pharmaceutiques.
Selon les possibilités sur le marché international, une firme de biotechnologies peut décider de récolter des informations sur la disponibilité de céréales intéressantes. Si elle découvre qu'une variété correspond à un marché dans les pays développés, elle en acquiert des échantillons qu'elle manipule génétiquement afin de leur donner une caractéristique nouvelle, telle que la résistance à un pesticide, tout en préservant leurs caractéristiques naturelles intéressantes.
La céréale est alors brevetée en tant que variété génétiquement manipulée. La firme en devient propriétaire et peut la mettre sur le marché ou accorder des licences d'exploitation dans n'importe quel pays. Elle peut la faire entrer en concurrence avec la variété originale en la vendant dans le pays d'où elle vient, et même empêcher que la variété originale ne soit vendue sous son nom traditionnel.
La Biopiraterie ne concerne pas uniquement les pays du « Sud ». Certains fermiers américains ou européens se considèrent comme contraints par des contrats qui limitent exagérément leur indépendance. La politique consistant à leur faire acheter des semences qu'ils pouvaient auparavant replanter eux-mêmes menace leur survie.

## Conséquences
Les implications pour le pays d'origine et les populations locales sont multiples :
- les populations locales deviennent dépendantes de la firme propriétaire pour avoir accès aux ressources, surtout si celle-ci dispose d'un monopole ;
- la biodiversité s'appauvrit à cause des monocultures ;
- le savoir traditionnel de la communauté locale est privatisé, alors qu’il est le fruit d’un long héritage collectif, parfois millénaire ;
- des risques de pertes financières sont générés par le non-respect des accords sur le partage des bénéfices entre le pays d'origine et la multinationale ;
- l’opportunité de développement économique est sérieusement réduite pour les populations locales : elles sont souvent cantonnées à la récolte de la matière première, pour des salaires minimum, alors que l’entreprise génère des profits élevés après le développement du produit ;
- dans le cas des semences, le grain récolté ne peut plus servir pour les semailles à venir.

## Convention sur la diversité biologique et Protocole de Nagoya
Depuis 1900, le rythme d'érosion de la biodiversité est « sans précédent dans l'histoire humaine » et il accélère encore. L’abondance moyenne des espèces dans les grands habitats terrestres a chuté d’au moins 20 %. Environ 40 % des amphibiens, 33 % des récifs coralliens, plus de 33 % des mammifères marins et environ 10 % des espèces d'insectes sont menacées d'extinction. Plus de 680 espèces de vertébrés ont disparu depuis les années 1500, et les espèces domestiquées ne sont pas épargnées, avec au moins 9 % de toutes les races domestiquées de mammifères considérées comme éteintes en 2016. Les évaluations scientifiques montrent que « ces tendances ont été moins graves ou évitées dans les zones qui appartiennent à ou sont gérées par des peuples autochtones et des communautés locales ». En juin 1992, le sommet de la Terre à Rio de Janeiro représente une étape majeure dans la prise de conscience internationale de la crise environnementale, avec notamment l'officialisation du concept de développement durable. Au cours de ce sommet est adoptée la convention sur la diversité biologique (CDB) qui marque la convergence des enjeux du développement durable et de la biodiversité en reconnaissant la protection de la biodiversité comme « préoccupation commune à l’humanité » et en devenant le cadre des stratégies nationales en faveur de la biodiversité.
La Convention sur la diversité biologique (CDB) est entrée en vigueur le 29 décembre 1993. Elle donne des droits de souveraineté nationaux sur les ressources biologiques. Un de ses avantages est qu'elle devrait permettre aux pays du Sud de mieux tirer parti (et bénéfice) de leurs ressources et de leurs connaissances traditionnelles. Par ces règles, il est attendu que la bioprospection et la commercialisation du patrimoine naturel implique un consentement éclairé préalable et que cela doit résulter en un partage des bénéfices entre le pays riche en biodiversité et l'entreprise en prospection. Mais certaines critiques[Qui ?] affirment que la CDB a échoué à établir les règlements appropriés pour prévenir la biopiraterie.
Le Protocole de Nagoya, négocié en 2010 au Japon, a pour but l’application effective de la CDB, notamment via la mise en œuvre d’une législation « Accès et partage des avantages » (APA). Les états sont ainsi encouragés à produire un cadre juridique national autour de l’accès aux ressources et du partage des bénéfices engendrés à partir de ces ressources. Les états ayant réellement intégré une législation APA au sein de leur cadre juridique national sont cependant très peu nombreux. Le Parlement européen a adopté en octobre 2013[réf. nécessaire] la proposition de Règlement européen relatif à l'accès aux ressources génétiques et au partage juste et équitable des avantages découlant de leur utilisation dans l'Union, déclinaison européenne du Protocole de Nagoya. Le Protocole de Nagoya est entré en vigueur en 2014,, à l'issue de la 50e ratification par un état signataire. Le poids de l'Europe (27 états) est ici déterminant. Son application donne lieu à des négociations internationales bisannuelles appelées Conference of Parties (COP).

## Qui s'oppose à la biopiraterie?
La lutte contre la biopiraterie est menée par les pays riches en biodiversité (par exemple, l'Inde, le Brésil, le Pérou et la Malaisie), les populations locales spoliées (agriculteurs et peuples autochtones principalement) et par certaines organisations non gouvernementales (par exemple, le Collectif pour une alternative à la Biopiraterie, Navdanya, GRAIN, ETC Group et Third World Network). Des juristes tentent d'aider les victimes à réaffirmer leur droit aux savoirs traditionnels, notamment s'appuyant sur la Convention sur la diversité biologique.
L'environnementaliste altermondialiste indienne Vandana Shiva est l'une des figures majeures de la lutte contre la biopiraterie. Dans son livre Biopiracy: The Plunder of Nature and Knowledge, Vandana Shiva décrit la manière dont le capital naturel des peuples indigènes (en matière de sol, de travail ou de connaissance), a été transformé sous le régime colonialiste. Pour elle, la biopiraterie n’est rien d’autre qu’une nouvelle forme de colonisation. Elle montre comment les entreprises du Nord essayent aujourd'hui de coloniser la vie elle-même, les plantes, les micro-organismes, les animaux et même les organes humains, les cellules et les gènes.
En France, à l'initiative du Collectif pour une alternative à la biopiraterie et de plusieurs députés et sénateurs, les premières Rencontres internationales contre la biopiraterie se sont déroulées en juin 2009 à l'Assemblée nationale avec une quinzaine d'intervenants internationaux (Afrique du Sud, Inde, Équateur, Pérou, Belgique…), dont Vandana Shiva. France Libertés est engagée depuis 2007 sur cette question de la biopiraterie. D’abord passée à travers le Collectif pour une alternative à la biopiraterie qu’elle a cofondé, France Libertés a, depuis 2014, repris cette thématique au sein de la fondation et travaille avec l’appui d’un comité scientifique. On peut citer le cas de biopiraterie du Couachi (Quassia amara) par l’IRD.
En 2024, plus de 190 pays membres de l'Ompi discutent d'un traité, stipulant que les déposants de demandes de brevet devront divulguer le pays d’origine des ressources génétiques de l’invention et le peuple autochtone ayant fourni les savoirs traditionnels associés. Il vise à accroître « l’efficacité, la transparence et la qualité » du système des brevets pour s’assurer que l’invention est bien nouvelle et que les pays et communautés concernés ont donné leur accord.

## Coûts de recherche et partage des bénéfices
Diverses sources ont conclu que la valeur affectée à la bioprospection végétale variait fortement (de 200 dollars à plus de deux millions de dollars par plante selon les auteurs ou études). Ces différences résultent :
1. de la probabilité de trouver la plante intéressante parmi de nombreuses autres plantes testées, très variable selon le lieu et les connaissances et moyens d'investigations disponibles. Cette probabilité varie (selon les auteurs) d’une chance sur 10 000 à plus d’une chance sur 100 ;
2. des variations de la valeur donnée à une plante conduisant à un médicament produit et vendu (mesurée en profit annuel). Cette valeur varie de 250 000 à 37,5 milliards de dollars, selon les auteurs et études (certaines intégrant outre le bénéfices pour l'entreprise de pharmacochimie, des bénéfices sociétaux induits par le nombre de guérisons ou l'amélioration des handicaps pour les malades).

Certaines entreprises en cause affirment que les pays eux-mêmes sont coupables de piraterie. Ils prétendent que les pays du Sud n'ont pas de loi adéquate et efficace sur la propriété intellectuelle, et affirment perdre des millions de dollars chaque année à cause du viol de brevets. Ces entreprises font pression en vue de renforcer les thèmes de la propriété intellectuelle auprès de l'Organisation mondiale du commerce (OMC).
Les entreprises disent que l'accès aux ressources biologiques leur permet de développer de nouveaux produits qui pourraient aider à résoudre les problèmes essentiels de la faim et de la santé dans le monde. Elles affirment aussi que la recherche, le développement et l'autorisation de commercialisation ont un coût qui doit être contrebalancé par la protection du produit qui en résulte. Les brevets offrent ces revenus bienvenus et favorisent ainsi l'innovation.
Une des solutions suggérées pour résoudre ce désaccord Nord-Sud était de définir des accords bilatéraux ou des contrats entre les pays sources et les entreprises pharmaceutiques, cosmétiques ou agro-alimentaires. Ces contrats de « bioprospection » décrivent les règles de partage des bénéfices, et peuvent apporter des royalties substantielles aux pays du Sud.

## Controverses autour du partage des bénéfices
L'accord peut donner lieu à des bénéfices potentiels considérables pour les pays sources. Néanmoins, il y a des raisons de penser que cela n'arrive pas systématiquement, et les contrats de bioprospection soulèvent de nombreuses questions :
- Sur quels critères se base-t-on pour définir une rétribution équitable et réaliste ? Comment redistribuer les droits ?
- Comment évaluer financièrement la « valeur » d’une connaissance traditionnelle, fruit d’un long héritage et de l’évolution des connaissances à travers les générations ? Est-ce éthique de considérer une connaissance traditionnelle comme un banal produit de marché ?
- Comment s’assurer d’un consentement « libre et éclairé » des populations ? Le risque d’un rapport de force totalement déséquilibré entre les entreprises -appuyées par leurs experts juridiques et économiques- et les communautés est très important.
- Comment répartir les bénéfices entre les différentes communautés utilisatrices d’une même ressource sans générer de tensions entre celles-ci ?
- Les royalties obtenues doivent-elles être versées aux États ou aux communautés elles-mêmes ?
- Comment établir des accords avec un pays lorsque la ressource se trouve simultanément dans plusieurs pays ?
- La protection de la connaissance collective ne s'intègre pas bien dans le cadre des systèmes actuels de protection de la propriété intellectuelle : il est difficile de reconnaître un détenteur individuel de la connaissance, celle-ci est évolutive et rarement écrite (par exemple, les brevets, les copyrights ou droits de reproduction, le droit des marques) ;
- Très peu des échantillons collectés donneront lieu au développement d'un produit réel ;
- Finalement, la plus grande part de la bioprospection est faite directement en utilisant les banques de semences.

## Mécanismes de défense contre la biopiraterie
Les peuples victimes de biopiraterie, les États et les organisations non gouvernementales ont développé plusieurs mécanismes pour contrer la biopiraterie :
- La documentation des connaissances traditionnelles. Des registres de savoirs traditionnels nationaux (exemple : la Bibliothèque numérique des savoirs traditionnels[22], en Inde) ou locaux (Pharmacopées populaires du Cerrado[23] au Brésil, par exemple) ont été créés, afin de prouver l’antériorité des savoirs traditionnels. Ainsi, tout brevet portant sur un savoir figurant dans ce registre sera nul car il ne respecte ni le critère de nouveauté ni le critère d’inventivité.
- Les systèmes d'enregistrement et de gestion de l'innovation ;
- Les programmes de formations des communautés, permettant d’informer les populations locales sur leurs droits et de s’assurer que leur consentement est libre et éclairé en cas d’accord de bioprospection.
- La protection des ressources par les États : le Pérou a par exemple créé une commission spéciale chargée de contrôler l’accès aux ressources et de maintenir un registre de toute demande de brevet portant sur les ressources ou connaissances péruviennes.
- La mise en œuvre de sanctions économiques. Le Brésil a ainsi condamné 35 entreprises en 2012 pour des actes de biopiraterie, principalement pour non-respect du partage des bénéfices.
- Le recours juridique : plusieurs brevets ont ainsi été annulés, puisqu’il a été prouvé qu’ils copiaient les connaissances traditionnelles, et qu’ils n’étaient donc pas nouveaux.
- Le développement de systèmes sui generis, afin de donner une valeur au droit coutumier[24] face au droit des brevets ;
- Le développement de la recherche locale.

En 1993, 500 000 fermiers indiens ont manifesté à Bangalore contre l'Accord général sur les tarifs douaniers et le commerce. Dans une déclaration[Laquelle ?] des droits des fermiers, ils ont insisté sur leur souhait de protéger leurs droits à produire, reproduire et modifier des semences et des plantes.

## Exemple de jurisprudence
Une première jurisprudence européenne vient du cas du Margousier indien (Azadirachta indica), ou Neem (qui signifie « arbre libre » en Persan), dont on tire l'huile de neem, qui sert notamment à s'éclairer et se chauffer. Cet arbre a été introduit en Afrique, en Amérique et en Asie, mais c'est en Inde qu'on l'utilise le plus et depuis au moins 2000 ans pour ses propriétés médicinales, cosmétiques, insecticides et fongicides. 64 brevets concernant ses propriétés ont été déposés dans les années 1990 par divers groupes privés. Les propriétés fongicides de la graine ont donné lieu à une demande croissante qui a fait grimper les prix, rendant les graines inaccessibles aux pauvres. La société civile indienne s'est mobilisée et l’office européen des brevets a annulé un brevet déposé par W.R. Grace sur l'usage fongicide du neem, au motif de l’antériorité des savoirs traditionnels indiens concernant cette plante.
Plus récemment, en 2008, la Déclaration de Berne et le Centre Africain pour la Biosécurité ont engagé une bataille juridique pour contester les brevets de la compagnie allemande Schwabe sur le Pélargonium du Cap, un géranium sud-africain utilisé pour guérir de nombreuses maladies. Plusieurs éléments des brevets étaient contestables. Le non-respect du consentement préalable éclairé et du partage des avantages enfreignait la Convention sur la diversité biologique. Le droit des brevets était lui aussi bafoué, puisque les communautés sud-africaines, notamment celle d’Alice, utilisaient depuis des millénaires le Pélargonium du Cap, selon le procédé déclaré comme « invention » par la firme allemande. Il n’y a donc ni nouveauté, ni inventivité. La plainte a été déposée à l’Office européen des brevets, qui a reconnu le manque d’inventivité et a annulé le brevet.

## Propriété des plantes, des animaux et des gènes humains
Le concept de biopiraterie suppose qu'il y a un droit naturel à être propriétaire de gènes de plantes, d'animaux ou humains. Certains n'adhèrent pas à ce principe et considèrent que les utilisateurs du monde entier ont besoin d'être libres de fabriquer des médicaments, libres de cultiver des plantes et d'élever des animaux. Ces ressources indispensables à la vie doivent alors être considérées comme des biens communs non privatisables.
Pour de nombreux peuples, la nature et la culture sont indissociables. Les ressources naturelles appartiennent à la communauté, la propriété privée n'a aucun sens en ce qui concerne par exemple des semences. Ils affirment que ce qui est « mal » n'est pas tant l'appropriation par certains que de considérer comme privées des ressources naturelles de base comme les semences de riz ou des céréales qui devraient rester gratuites telles que la nature les fournit et ne pas générer de profits pour une seule firme.
En France les agriculteurs n'ont pas le droit de commercialiser des variétés de terroir, non inscrites au Catalogue officiel des semences, ce qui occasionne des frais considérables.
L'association Kokopelli tente depuis de nombreuses années de préserver la culture des variétés rares et d'offrir des semences aux paysans indiens notamment, pour préserver la biodiversité des semences potagères.

### Filmographie
- Le Jardin secret des Bushmen (Bushman's Secret: one cactus stands between hope and hunger), film sud-africain de Rehad Desai (2006)